# 긴발물쥐
긴발물쥐(Leptomys elegans)는 쥐과에 속하는 설치류의 일종이다. 파푸아뉴기니 남부 산악 지대에서 발견된다. 자연 서식지는 아열대 또는 열대 기후 지역의 건조림이다.

## 분포 및 서식지
긴발물쥐는 뉴기니 섬 절반 동쪽 지역의 토착종이다. 분포 지역은 해발 400m와 1600m 사이의 파푸아 뉴기니 오웬 스탠리 산맥과 데이만 산, 시사 산, 빅토리 산을 포함하고 있다. 표본이 비교적 적게 관찰되며, 서식지는 이차림과 오랜 정원을 포함하고 있으며 일차림에서도 서식하는 것으로 추정된다.